# Thessalie (périphérie)
Cet article concerne la périphérie moderne. Pour la région historique, voir Thessalie.
La Thessalie (en grec moderne : Θεσσαλία) est une périphérie du nord-est de la Grèce, au sud de la Macédoine. Depuis le programme Kallikratis de 2011, cette région fait également partie du diocèse décentralisé de Thessalie-Grèce-Centrale.

## Géographie
La périphérie de Thessalie est une région de la Grèce septentrionale sur la mer Égée, au sud des périphéries de Macédoine-occidentale et Macédoine-centrale. Elle couvre la région historique et traditionnelle de Thessalie, l'est de l'Épire et une partie des Sporades.

## Administration
La Thessalie est divisée en cinq districts régionaux :
- Karditsa ;
- Larissa ;
- Magnésie ;
- Sporades ;
- Tríkala.

## Économie
La Thessalie est une grande région agricole.